# EFL Cup 2016/17
Der EFL Cup 2016/17 war die 57. Austragung des Turniers. Das Turnier begann mit 92 Vereinen. Dieses Jahr hatte der Wettbewerb keinen Sponsor und wurde English Football League Cup, kurz EFL Cup, benannt.
Der Wettbewerb begann am 8. August 2016 mit der ersten Runde und endete mit dem Finale im Wembley-Stadion in London am 26. Februar 2017.

## Erste Runde
Die Auslosung für die erste Runde fand am 22. Juni 2016 statt. Newcastle United und der Norwich City waren die einzigen Teams aus der English Football League, die erst in der zweiten Runde ins Turnier einstiegen, da sie die zwei bestplatzierten Teams der letzten Saison waren. Die anderen 70 Teams der English Football League traten in der ersten Runde an. Ausgetragen wurden die Begegnungen zwischen dem 9. und 11. August 2016.
|                              | Ergebnis                |                          |
| ---------------------------- | ----------------------- | ------------------------ |
| Accrington Stanley (IV)      | 0:0 n. V. (11:10 i. E.) | Bradford City (III)      |
| FC Barnet (IV)               | 0:4                     | FC Millwall (III)        |
| FC Barnsley (II)             | 1:2 n. V.               | Northampton Town (III)   |
| Birmingham City (II)         | 0:1 n. V.               | Oxford United (III)      |
| FC Blackpool (IV)            | 4:2 n. V.               | Bolton Wanderers (III)   |
| Brighton & Hove Albion (II)  | 4:0                     | Colchester United (IV)   |
| Cambridge United (IV)        | 2:1 n. V.               | Sheffield Wednesday (II) |
| Carlisle United (IV)         | 2:1                     | Port Vale (III)          |
| Cheltenham Town (IV)         | 1:0                     | Charlton Athletic (III)  |
| Coventry City (III)          | 3:2 n. V.               | FC Portsmouth (IV)       |
| Derby County (II)            | 1:0                     | Grimsby Town (IV)        |
| Doncaster Rovers (IV)        | 1:2                     | Nottingham Forest (II)   |
| Exeter City (IV)             | 1:0 n. V.               | FC Brentford (II)        |
| Ipswich Town (II)            | 0:1                     | FC Stevenage (IV)        |
| Leyton Orient (IV)           | 2:3                     | FC Fulham (II)           |
| Mansfield Town (IV)          | 1:3                     | Blackburn Rovers (II)    |
| AFC Newport County (IV)      | 2:3                     | Milton Keynes Dons (III) |
| Oldham Athletic (III)        | 2:1                     | Wigan Athletic (II)      |
| Peterborough United (III)    | 3:2                     | AFC Wimbledon (III)      |
| Preston North End (II)       | 1:0                     | Hartlepool United (IV)   |
| FC Reading (II)              | 2:0                     | Plymouth Argyle (IV)     |
| AFC Rochdale (III)           | 3:1                     | FC Chesterfield (III)    |
| Rotherham United (II)        | 4:5 n. V.               | FC Morecambe (IV)        |
| Scunthorpe United (III)      | 2:0 n. V.               | Notts County (IV)        |
| Sheffield United (III)       | 1:2 n. V.               | Crewe Alexandra (IV)     |
| Shrewsbury Town (III)        | 2:1                     | Huddersfield Town (II)   |
| Southend United (III)        | 1:3                     | FC Gillingham (III)      |
| FC Walsall (III)             | 0:2 n. V.               | Yeovil Town (IV)         |
| Wolverhampton Wanderers (II) | 2:1                     | Crawley Town (IV)        |
| Wycombe Wanderers (IV)       | 0:1                     | Bristol City (II)        |
| Burton Albion (II)           | 3:2 n. V.               | FC Bury (III)            |
| Fleetwood Town (III)         | 2:2 n. V. (4:5 i. E.)   | Leeds United (II)        |
| Luton Town (IV)              | 3:1                     | Aston Villa (II)         |
| Queens Park Rangers (II)     | 2:2 n. V. (4:2 i. E.)   | Swindon Town (III)       |
| Bristol Rovers (III)         | 1:0 n. V.               | Cardiff City (II)        |

## Zweite Runde
In der zweiten Runde stiegen die 13 Premier-League-Vereine ein, die sich in der letzten Saison nicht für einen europäischen Wettbewerb qualifiziert hatten, sowie die Newcastle United und der Norwich City als die zwei bestplatzierten Teams der letzten Saison der English Football League. Die Auslosung fand am 10. August 2016 statt. Ausgetragen wurden die Begegnungen am 23. und 24. August 2016.
|                              | Ergebnis                |                             |
| ---------------------------- | ----------------------- | --------------------------- |
| Blackburn Rovers (II)        | 4:3 n. V.               | Crewe Alexandra (IV)        |
| Burton Albion (II)           | 0:5                     | FC Liverpool (I)            |
| FC Chelsea (I)               | 3:2                     | Bristol Rovers (III)        |
| Crystal Palace (I)           | 2:0                     | FC Blackpool (IV)           |
| Derby County (II)            | 1:1 n. V. (14:13 i. E.) | Carlisle United (IV)        |
| FC Everton (I)               | 4:0                     | Yeovil Town (IV)            |
| Exeter City (IV)             | 1:3                     | Hull City (I)               |
| Luton Town (IV)              | 0:1                     | Leeds United (II)           |
| FC Millwall (III)            | 1:2                     | Nottingham Forest (II)      |
| Newcastle United (II)        | 2:0                     | Cheltenham Town (IV)        |
| Northampton Town (III)       | 2:2 n. V. (4:3 i. E.)   | West Bromwich Albion (I)    |
| Norwich City (II)            | 6:1                     | Coventry City (III)         |
| Oxford United (III)          | 2:4                     | Brighton & Hove Albion (II) |
| Peterborough United (III)    | 1:3                     | Swansea City (I)            |
| Preston North End (II)       | 2:0                     | Oldham Athletic (III)       |
| Queens Park Rangers (II)     | 2:1                     | AFC Rochdale (III)          |
| FC Reading (II)              | 2:2 n. V. (4:2 i. E.)   | Milton Keynes Dons (III)    |
| Scunthorpe United (III)      | 1:2 n. V.               | Bristol City (II)           |
| FC Stevenage (IV)            | 0:4                     | Stoke City (I)              |
| FC Watford (I)               | 1:2 n. V.               | FC Gillingham (III)         |
| Wolverhampton Wanderers (II) | 2:1                     | Cambridge United (IV)       |
| Accrington Stanley (IV)      | 1:0 n. V.               | FC Burnley (I)              |
| FC Fulham (II)               | 2:1 n. V.               | FC Middlesbrough (I)        |
| FC Morecambe (IV)            | 1:2                     | AFC Bournemouth (I)         |
| AFC Sunderland (I)           | 1:0                     | Shrewsbury Town (III)       |

## Dritte Runde
Ab der dritten Runde traten auch die sieben Vereine an, die sich für die laufende Saison für die europäischen Wettbewerbe qualifiziert hatten. Die Auslosung fand am 24. August 2016 statt. Ausgetragen wurden die Begegnungen am 20. und 21. September 2016.
|                             | Ergebnis  |                              |
| --------------------------- | --------- | ---------------------------- |
| AFC Bournemouth (I)         | 2:3 n. V. | Preston North End (II)       |
| Brighton & Hove Albion (II) | 1:2       | FC Reading (II)              |
| Derby County (II)           | 0:3       | FC Liverpool (I)             |
| FC Everton (I)              | 0:2       | Norwich City (II)            |
| Leeds United (II)           | 1:0       | Blackburn Rovers (II)        |
| Leicester City (I)          | 2:4 n. V. | FC Chelsea (I)               |
| Newcastle United (II)       | 2:0       | Wolverhampton Wanderers (II) |
| Nottingham Forest (II)      | 0:4       | FC Arsenal (I)               |
| FC Fulham (II)              | 1:2       | Bristol City (II)            |
| Northampton Town (III)      | 1:3       | Manchester United (I)        |
| Queens Park Rangers (II)    | 1:2       | AFC Sunderland (I)           |
| FC Southampton (I)          | 2:0       | Crystal Palace (I)           |
| Stoke City (I)              | 1:2       | Hull City (I)                |
| Swansea City (I)            | 1:2       | Manchester City (I)          |
| Tottenham Hotspur (I)       | 5:0       | FC Gillingham (III)          |
| West Ham United (I)         | 1:0       | Accrington Stanley (IV)      |

## Achtelfinale
Die Auslosung fand am 21. September 2016 statt. Ausgetragen werden die Begegnungen am 25. und 26. Oktober 2016.
|                       | Ergebnis              |                        |
| --------------------- | --------------------- | ---------------------- |
| FC Arsenal (I)        | 2:0                   | FC Reading (II)        |
| Bristol City (II)     | 1:2                   | Hull City (I)          |
| Leeds United (II)     | 2:2 n. V. (3:2 i. E.) | Norwich City (II)      |
| FC Liverpool (I)      | 2:1                   | Tottenham Hotspur (I)  |
| Newcastle United (II) | 6:0                   | Preston North End (II) |
| Manchester United (I) | 1:0                   | Manchester City (I)    |
| FC Southampton (I)    | 1:0                   | AFC Sunderland (I)     |
| West Ham United (I)   | 2:1                   | FC Chelsea (I)         |

## Viertelfinale
Die Auslosung fand am 26. Oktober 2016 statt. Ausgetragen wurden die Begegnungen am 29. und 30. November 2016.
|                       | Ergebnis              |                       |
| --------------------- | --------------------- | --------------------- |
| Hull City (I)         | 1:1 n. V. (3:1 i. E.) | Newcastle United (II) |
| FC Liverpool (I)      | 2:0                   | Leeds United (II)     |
| FC Arsenal (I)        | 0:2                   | FC Southampton (I)    |
| Manchester United (I) | 4:1                   | West Ham United (I)   |

## Halbfinale
Die Auslosung fand am 30. November 2016 statt. Die Hinspiele wurden am 10. und 11. Januar 2017 abgehalten. Die Rückspiele wurden am 25. und 26. Januar 2017 ausgetragen.
|                       | Gesamt |                  | Hinspiel | Rückspiel |
| --------------------- | ------ | ---------------- | -------- | --------- |
| Manchester United (I) | 3:2    | Hull City (I)    | 2:0      | 1:2       |
| FC Southampton (I)    | 2:0    | FC Liverpool (I) | 1:0      | 1:0       |

## Finale
| Manchester United                                               | Manchester United | FC Southampton | FC Southampton | Aufstellung                                        |
| --------------------------------------------------------------- | --- | --- | -------------- | -------------------------------------------------- |
| Manchester United                                               | \| 26. Februar 2017 um 16:30 Uhr (GMT) in London (Wembley-Stadion) \| \| Ergebnis: 3:2 (2:1) \| \| Zuschauer: 85.264 \| \| Schiedsrichter: Andre Marriner (West Midlands) \| \| Spielbericht \|                                                                                    | \| 26. Februar 2017 um 16:30 Uhr (GMT) in London (Wembley-Stadion) \| \| Ergebnis: 3:2 (2:1) \| \| Zuschauer: 85.264 \| \| Schiedsrichter: Andre Marriner (West Midlands) \| \| Spielbericht \|                                                                              | FC Southampton | Aufstellung Manchester United gegen FC Southampton |
| Manchester United                                               | David de Gea – Antonio Valencia, Eric Bailly, Chris Smalling , Marcos Rojo – Ander Herrera, Paul Pogba – Jesse Lingard (77. Marcus Rashford), Juan Mata (46. Michael Carrick), Anthony Martial (90. Marouane Fellaini) – Zlatan Ibrahimović Cheftrainer: José Mourinho ( Portugal) | Fraser Forster – Cédric Soares, Maya Yoshida, Jack Stephens, Ryan Bertrand – Oriol Romeu, Steven Davis (90. Jay Rodriguez) – James Ward-Prowse, Dušan Tadić (77. Sofiane Boufal), Nathan Redmond – Manolo Gabbiadini (83. Shane Long) Cheftrainer: Claude Puel ( Frankreich) | FC Southampton | Aufstellung Manchester United gegen FC Southampton |
| Manchester United                                               | 1:0 Zlatan Ibrahimović (19.) 2:0 Jesse Lingard (38.) 3:2 Zlatan Ibrahimović (87.) | 2:1 Manolo Gabbiadini (45.+1') 2:2 Manolo Gabbiadini (48.) | FC Southampton | Aufstellung Manchester United gegen FC Southampton |
| Manchester United                                               | Ander Herrera (24.), Jesse Lingard (41.) | Oriol Romeu (18.), Jack Stephens (40.), Nathan Redmond (56.) | FC Southampton | Aufstellung Manchester United gegen FC Southampton |
| Manchester United                                               | Spieler des Spiels: Zlatan Ibrahimović | | FC Southampton | Aufstellung Manchester United gegen FC Southampton |
| 26. Februar 2017 um 16:30 Uhr (GMT) in London (Wembley-Stadion) | | |                |                                                    |
| Ergebnis: 3:2 (2:1)                                             | | |                |                                                    |
| Zuschauer: 85.264                                               | | |                |                                                    |
| Schiedsrichter: Andre Marriner (West Midlands)                  | | |                |                                                    |
| Spielbericht                                                    | | |                |                                                    |